# Конвой Трук – Сінгапур (05.11.43)
Конвой Трук — Сінгапур (05.11.43) — японський конвой часів Другої світової війни, проведення якого мало відбутись у листопаді 1943.
Вихідним пунктом конвою був атол Трук у центральній частині Каролінських островів, де до лютого 1944-го була головна база японського ВМФ у Океанії та транспортний хаб, що забезпечував постачання Рабаула (головна передова база в архіпелазі Бісмарка, з якої провадились операції на Соломонових островах та сході Нової Гвінеї) та східної Мікронезії. Пунктом призначення мав стати один з головних центрів нафтовидобувної промисловості Південно-Східної Азії Палембанг, розташований на північному узбережжі острова Борнео, після чого планувалось зайти до Сінгапуру, де в першій половині 20 століття Royal Dutch Shell створила потужний центр зберігання та перевалювання нафтопродуктів.
До складу конвою увійшли танкери «Хойо-Мару» та «Геньо-Мару» (Genyo Maru), тоді як охорону забезпечував есмінець «Якадзе».
5 листопада 1943-го загін вийшов з бази. За дві години після опівночі 6 листопада конвой перехопила й атакувала субмарина USS Haddok, що дала з надводного положення за даними радара два залпи — шістьома торпедами з дистанції дещо менше за 3 км по танкерах і чотирма торпедами з дистанції у 3,5 км по «Якадзе». На японських кораблях помітили небезпеку й почали маневрувати, при цьому «Якадзе» зіткнувся з кормою «Хойо-Мару» та сильно пошкодив свою носову частину. За годину USS Haddok повернувся й випустив ще чотири торпеди по танкерах, одна з яких таки поцілила «Хойо-Мару», пошкодила машинне відділення та спричинила пожежу. Через якийсь час на танкері віддали команду полишити судно, екіпаж якого прийняв на борт «Якадзе».
Втім, невдовзі після опівдня 6 листопада 1943-го на допомогу прибув легкий крейсер «Нагара», а ще за шість годин пожежу на борту «Хойо-Мару» приборкали. Також на місце інциденту прибув переобладнаний мінний загороджувач «Кінджо-Мару», що мав після надання допомоги взяти «Хойо-Мару» на буксир (за іншими даними, буксирування здійснював «Нагара»). Крім того, з Труку вийшли кабелеукладальне судно «Татеісі» і переобладнаний тральщик «Носіро-Мару № 2», а від конвою № 7071, що прямував на Палау, відокремився мисливець за підводними човнами CH-33. Водночас «Геньо-Мару» в супроводі «Якадзе» прямував на Трук, куди вони прибули 7 листопада.
7 листопада 1943-го «Нагара» провів відкачування води з кормової секції «Хойо-Мару», а 10 листопада пошкоджений танкер вдалося довести до Труку, де він розпочав аварійне відновлення за сприяння ремонтного судна «Акасі». Втім, «Хойо-Мару» не судилось повернутись на службу. 17 лютого 1944-го він все ще перебував на Труці, коли по цьому атолу завдало удару американське авіаносне з'єднання. У підсумку потопили близько трьох десятків суден, серед яких виявився і «Хойо-Мару».
Що стосується «Геньо-Мару», то цей транспорт вирушить до Балікпапану з іншим конвоєм 12 листопада 1943-го.